# Robert Lansing (attore)
Robert Lansing (San Diego, 5 giugno 1928 – New York, 23 ottobre 1994) è stato un attore statunitense.

## Biografia
Attivo sia a Broadway che a Hollywood, è noto al grande pubblico per le sue interpretazioni in film come La veglia delle aquile (1963) e Sotto l'albero yum yum (1963). Sul piccolo schermo divenne noto grazie alla sua apparizione nell'episodio Missione Terra della serie Star Trek, nel quale interpretò l'umanoide Gary Seven.
Dal 1991 al 1993 fu presidente di The Players, il famoso circolo teatrale di New York.
Lansing sposò l'attrice Emily McLaughlin, dalla quale ebbe un figlio, Robert Frederick Orin Lansing, ma il matrimonio finì con un divorzio. Circa un anno e mezzo dopo, sposò Gari Hardy da cui ebbe una figlia, Alice Lucille Lansing, ma anche questo matrimonio finì con un divorzio. La sua ultima moglie fu Anne Pivar. Rimasero insieme fino alla morte di Lansing per cancro nel 1994, all'età di 66 anni.

## Filmografia

### Cinema
- Delitto in quarta dimensione (4D Man), regia di Irvin S. Yeaworth Jr. (1959)
- The Pusher, regia di Gene Milford (1960)
- Sotto l'albero yum yum (Under the Yum Yum Tree), regia di David Swift (1963)
- La veglia delle aquile (A Gathering of Eagles), regia di Delbert Mann (1963)
- Colpo di grazia (It Takes All Kinds), regia di Eddie Davis (1969)
- Grissom Gang (Niente orchidee per Miss Blandish) (The Grissom Gang), regia di Robert Aldrich (1971)
- Amore dolce amore (Bittersweet Love), regia di David Miller (1976)
- L'impero delle termiti giganti (Empire of the Ants), regia di Bert I. Gordon (1977)
- S.H.E. - La volpe, il lupo, l'oca selvaggia (S.H.E: Security Hazards Expert), regia di Robert Michael Lewis (1980)
- Mutazione genetica (Island Claws), regia di Hernan Cardenas (1980)

### Televisione
- You Are There – serie TV episodio 4x06 (1955)
- The Further Adventures of Ellery Queen – serie TV, episodio 1x21 (1959)
- The United States Steel Hour – serie TV, 6 episodi (1959-1963)
- Thriller – serie TV, episodio 1x11 (1960)
- Outlaws – serie TV, episodi 1x12-1x13 (1961)
- Michael Shayne – serie TV episodio 1x15 (1961)
- Scacco matto (Checkmate) – serie TV, episodio 1x22 (1961)
- General Electric Theater – serie TV, episodio 9x22 (1961)
- 87ª squadra (87th Precinct) – serie TV, 30 episodi (1961-1962)
- Il virginiano (The Virginian) – serie TV, 3 episodi (1963-1967)
- La legge del Far West (Temple Houston) – serie TV, episodio 1x06 (1963)
- Ai confini della realtà (The Twilight Zone) – serie TV, episodio 5x15 (1964)
- Twelve O'Clock High – serie TV, 32 episodi (1964-1965)
- Slattery's People – serie TV, episodio 2x08 (1965)
- Branded – serie TV, episodi 2x24-2x25-2x26 (1966)
- Ai confini dell'Arizona (The High Chaparral) – serie TV, episodio 1x14 (1967)
- Star Trek – serie TV, episodio 2x26 (1968)[1]
- Cimarron Strip – serie TV, episodio 1x16 (1968)
- Bonanza – serie TV, episodio 11x15 (1970)
- Automan – serie TV, 13 episodi (1983-1984)
- Un giustiziere a New York (The Equalizer) – serie TV, 29 episodi (1985-1989)
- La signora in giallo (Murder, She Wrote) – serie TV, episodi 7x17-8x21 (1991-1992)
- Kung Fu: la leggenda continua (Kung Fu: The Legend Continues) – serie TV, 25 episodi (1993-1994)

## Doppiatori italiani
Nelle versioni in italiano delle opere in cui ha recitato, Robert Lansing è stato doppiato da:
- Glauco Onorato ne La veglia delle aquile
- Vittorio Bestoso in Automan
- Giancarlo Padoan in Un giustiziere a New York
- Alessandro Rossi in Alfred Hitchcock presenta
- Franco Chillemi ne La signora in giallo
- Luciano De Ambrosis in Kung Fu: la leggenda continua